# Хама (провінція)
Провінція Хама (араб. مُحافظة حماة) — одна з 14 провінцій Сирії. Розташована на центральному заході країни. Поділяється на 5 районів.
- Адміністративний центр — місто Хама.
- Інші великі міста — Саламія, Масьяф, Суран, Тайбет-ель-Імам, Мухрада[1].
- Площа — 10 163 км ², населення — 1 628 000 осіб (2011 рік).

## Географія
На північному заході межує з мухафазами Латакія та Ідліб, на півночі з мухафазою Халеб, на сході з мухафазах Ракка, на півдні з провінцією Хомс, на південному заході з мухафазою Тартус. З півдня на північний захід мухафазу перетинає річка Ель-Асі (Оронт).

## Адміністративний поділ
Мухафаза розділена на 5 районів:
- Ес-Сукейлябія
- Хама
- Масьяф
- Мухрада
- Саламія